# Jiří Iliek
Jiří Iliek es un deportista checoslovaco que compitió en ciclismo en la modalidad de pista, especialista en la prueba de tándem.
Ganó dos medallas en el Campeonato Mundial de Ciclismo en Pista, plata en 1989 y bronce en 1988.

## Medallero internacional
| Campeonato Mundial | Campeonato Mundial | Campeonato Mundial | Campeonato Mundial |
| Año                | Lugar              | Medalla            | Competición        |
| ------------------ | ------------------ | ------------------ | ------------------ |
| 1988               | Gante (Bélgica)    | Medalla de bronce  | Tándem (A)         |
| 1989               | Lyon (Francia)     | Medalla de plata   | Tándem (A)         |